# リュマニテ

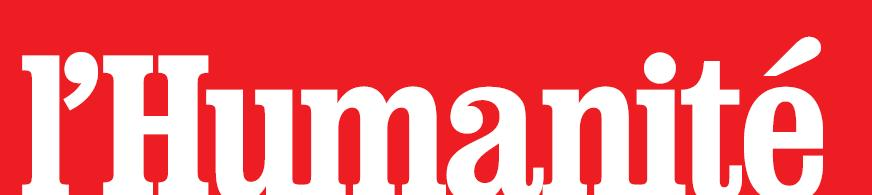
リュマニテのロゴ

リュマニテ（L'Humanité、ユマニテ、「人道」の意）はフランスの日刊新聞。かつてはフランス共産党（PCF）の機関紙だった。現在は党から独立しているが、フランス共産党とは強いつながりを維持しており、論調も共産党寄りである。リュマニテ社は40%をフランス共産党が所有し、残りはスタッフたち、読者たち、「社友」たちが所有している。また党機関紙の読者の祭典として行われてきた「ユマニテ祭」（Fête de L'Humanité）を、現在もパリ北部郊外のル・ブルジェで毎年開催している。
リュマニテは1904年に（旧）フランス社会党（SFIO）の指導者ジャン・ジョレスが創刊した。1920年のトゥール大会でSFIOが分裂した後は、リュマニテは共産主義者が掌握し、1921年からはフランス共産党の機関紙となった。
リュマニテはフランス共産党と盛衰をともにしている。1920年代、フランス共産党が政治的に孤立していた時代は、党員の寄付に頼って刊行を続けていた。ルイ・アラゴンは1933年から連載を始め、戦後にはリュマニテの発行する週刊文学誌『Les Lettres françaises』を率いている。1936年、ファシズムに対抗してフランスの左翼政党が結集して人民戦線が結成され、議会選挙に大勝して与党となるとリュマニテは発行部数も地位も上昇し、多くの知識人が寄稿するようになった。第二次世界大戦のさなか、リュマニテはパリを占領したドイツ軍に発行を禁じられたが、パリ解放までの間秘密裏に刊行を続けた。リュマニテの権威と地位は、第二次大戦終了後絶頂に達した。
1940年代末から1950年代、フランス共産党は左派陣営を主導し、リュマニテも発行部数は非常に多かった。しかし社会主義者を統一したフランス社会党の勢力が拡大し共産党支持層の多くを取り込んでしまったため、1980年代以来、フランス共産党は緩やかに衰退しリュマニテの発行部数も経営も落ち込んだ。
1990年までフランス共産党もリュマニテもソビエト連邦の援助を受けていたとされ、フランスの作家Victor LoupanやPierre Lorrainらはリュマニテが新聞用紙を無料で受け取っていたと述べている。ソビエト連邦の崩壊とフランス共産党の支持者離れはリュマニテの経営危機につながった。第二次大戦後に50万部を超えた部数は7万部以下に落ち込んだ。2001年、フランス共産党はリュマニテ社の所有権の20%をブイグ・グループ（Bouygues）傘下のテレビ局TF1が率いる投資家グループ（出版・メディアグループのアシェット Hachetteも参加した）に売却した。TF1は「メディアの多様性を守るため」リュマニテの一部を買ったと述べた。共産主義を支持する新聞が私有企業（しかもその一部は右派政策を支持していた）に救済されるという皮肉な状況だったが、編集長Patrick Le Hyaricは「生きるか死ぬかの問題」とこれを表現した。
2001年以来、リュマニテが日刊新聞発行をやめるのではないかという臆測はなおも続いているが、発行部数はゆるやかに増加し、2006年には日曜版「L'Humanité Dimanche」を新たに創刊するなど経営は回復しつつある。

## ユマニテ祭
1930年9月、パリ北西郊外のブゾンにあるサッコ・エ・ヴァンセッティ公園において、最初のユマニテ祭が開催された。以後、政治活動や文化活動の場として、ユマニテ祭は毎年9月第二週に開催されてきた。ヴァンセンヌの森など会場を何度か変えた後、1999年からはル・ブルジェ空港近くの広大な公園を会場に開催されている。2010年には60万人の参加者を集めた。

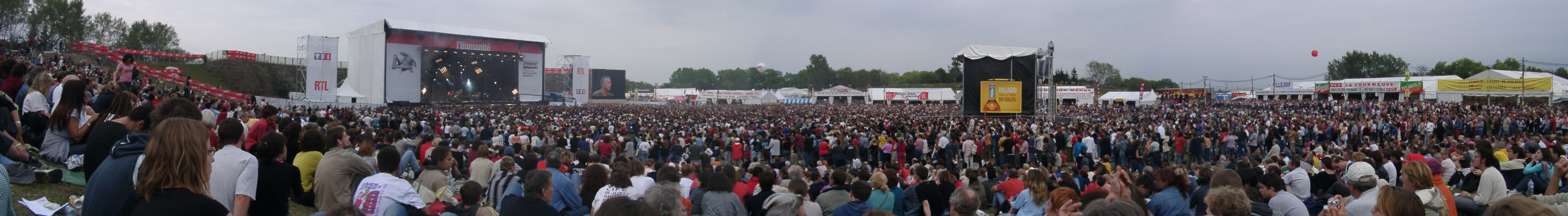
2005年9月のユマニテ祭。フランス国内外の有名ミュージシャンが登場する野外コンサート会場